# Kentucky Colonels (ABA 2000)
I Kentucky Colonels sono stati una franchigia di pallacanestro della ABA 2000, con sede a Louisville, Kentucky. Nacquero nel 2004 per continuare la tradizione della squadra che giocò nella ABA dal 1967 al 1976. Disputarono unicamente la stagione 2004-05, concludendo la regular season con un record di 16-11 e perdendo nella semifinale di conference dei play-off con gli Arkansas RimRockers.
Scomparvero al termine della stagione.

## Stagioni
| Stagione | Lega     | Denominazione     | V  | P  | %    | Piazzamento | Play-off                 |
| -------- | -------- | ----------------- | -- | -- | ---- | ----------- | ------------------------ |
| 2004-05  | ABA 2000 | Kentucky Colonels | 16 | 11 | 59,3 | 4º          | Semifinale di conference |